# SOR EBN 8
SOR EBN 8 je elektrobus českého výrobce SOR Libchavy. Řada EBN je vyráběna také v dalších délkových verzích, a to EBN 9,5 a EBN 11, původním modelem byl EBN 10,5.

## Popis
Model EBN 8 je konstrukčně odvozen od modelu EBN 10,5, který byl první elektrobusem od společnosti SOR Libchavy. Vznikl zkrácením jeho rozvoru o 2 370 mm. První prototyp z roku 2012 měl čelo shodné s čelem modelu EBN 10,5, v roce 2013 však byl představen nový design čela od Patrika Kotase. Shodný design byl použit i pro modely EBN 9,5 a EBN 11.
Délka autobusu je 8 000 mm, šířka 2 525 mm a výška 2 920 mm, provozní hmotnost 8 600 až 9 150 kg, má 16 míst k sezení. Autobus je dvoudveřový. Je až na schůdky v zadní části v podstatě nízkopodlažní. Má mechanickou plošinu pro nástup vozíčkářů nebo kočárků má jeden bezbariérový prostor pro jejich přepravu. Vozy mají nové řešení oken a reklamních ploch na okny a nově sendvičový strop. Osvětlení je řešeno LED technologií. Klimatizace je pouze v prostoru u řidiče. Vozidlo má i možnost přitopit naftou. Baterie jsou umístěny v zadní části stejně jako u předchozích typů elektrobusů SOR. Příslušenstvím při předváděcí jízdě byla dobíječka, které se dá zapojit do běžné zásuvky na 230/400 V. Má rotační elektrický motor o maximálním výkonu 180 kW a minimálním 120 kW, na jedno nabití ujede 140 až 160 kilometrů v závislosti na profilu cesty. Akubaterie se 180 lithium-iontovými články mají celkovou kapacitu 172 kWh. Dodavatelem elektrické výzbroje je společnost Electric Components a.s. (dříve Cegelec a.s.).

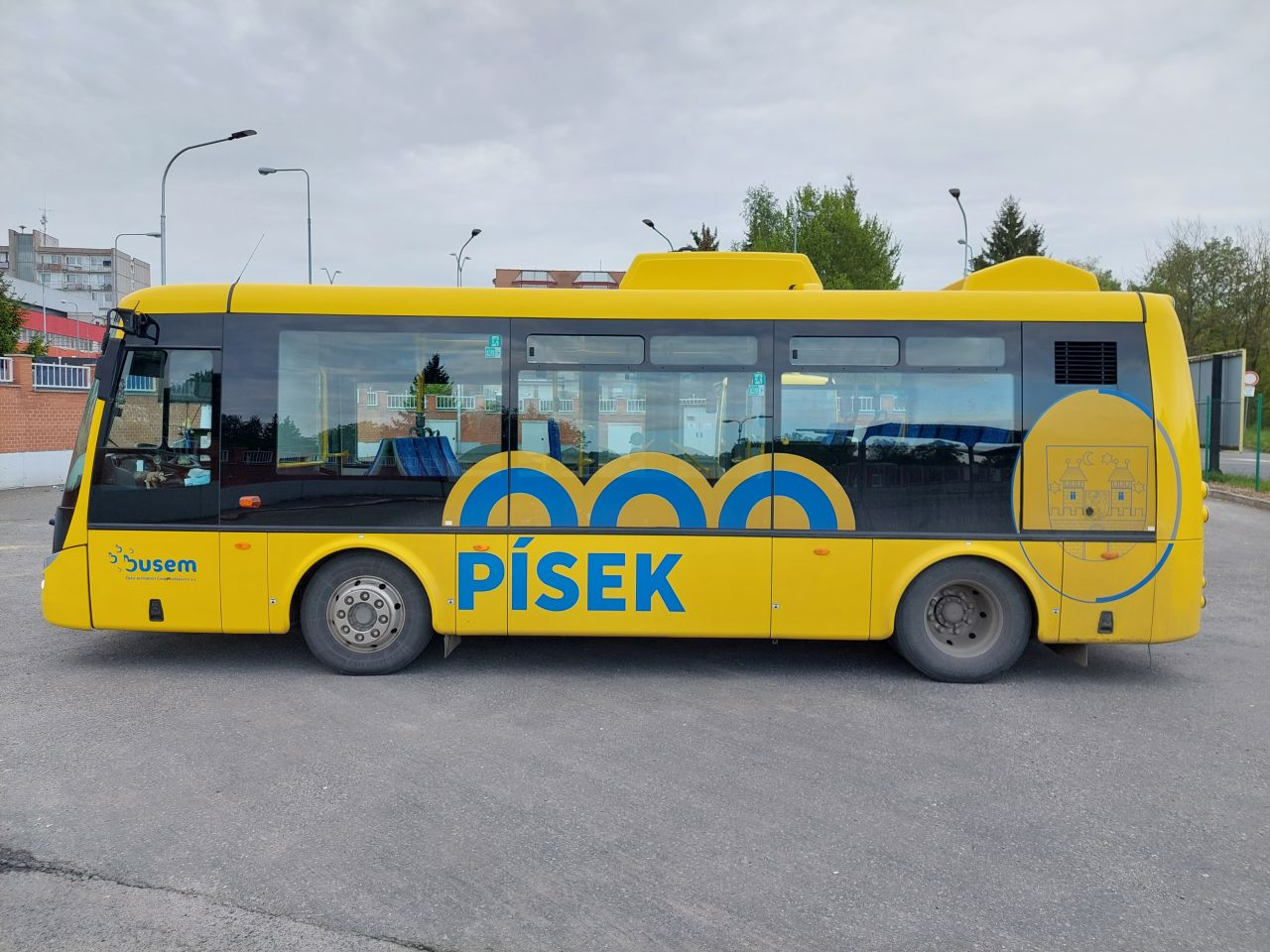
SOR EBN 8 v Písku
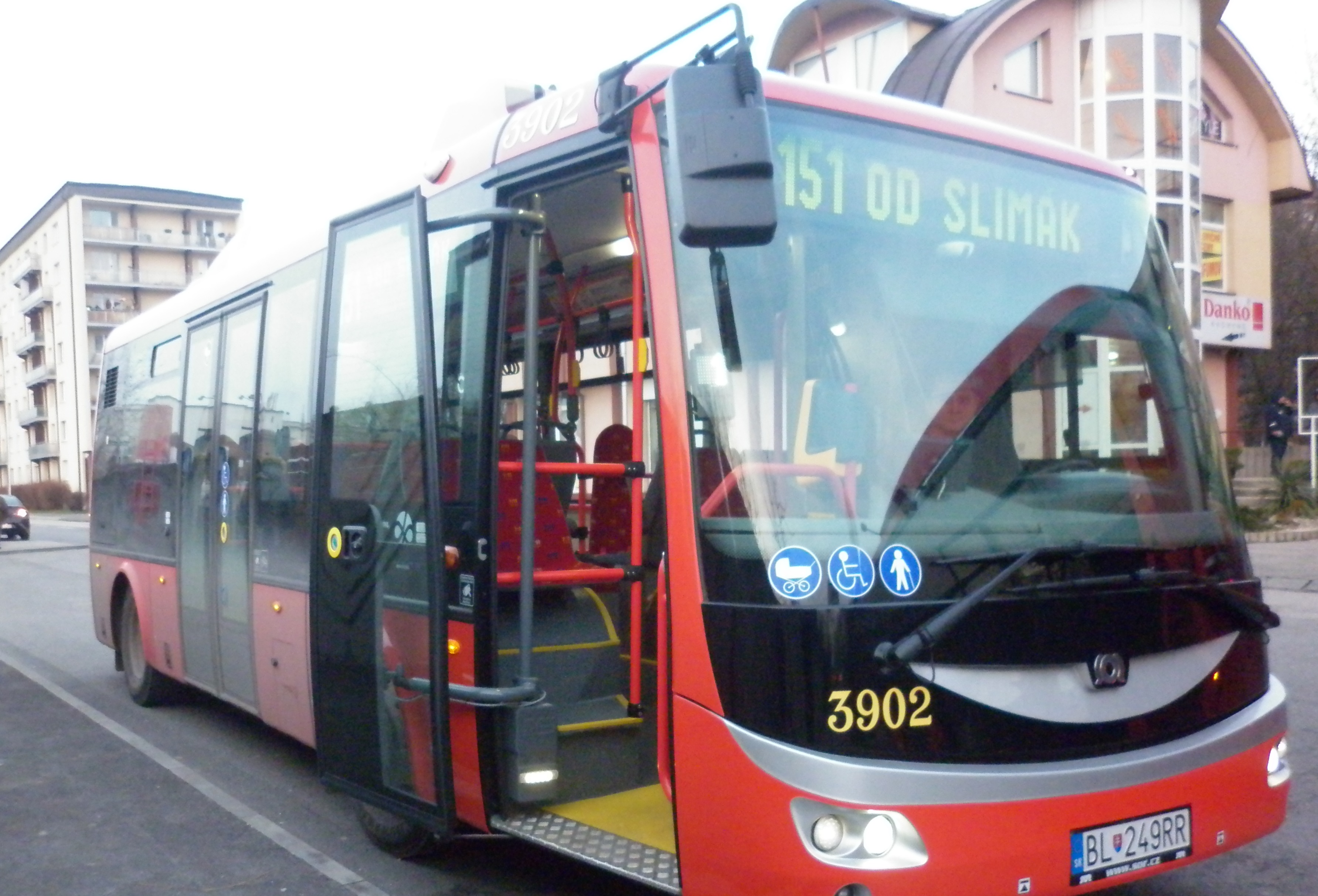
SOR EBN 8 v Bratislavě
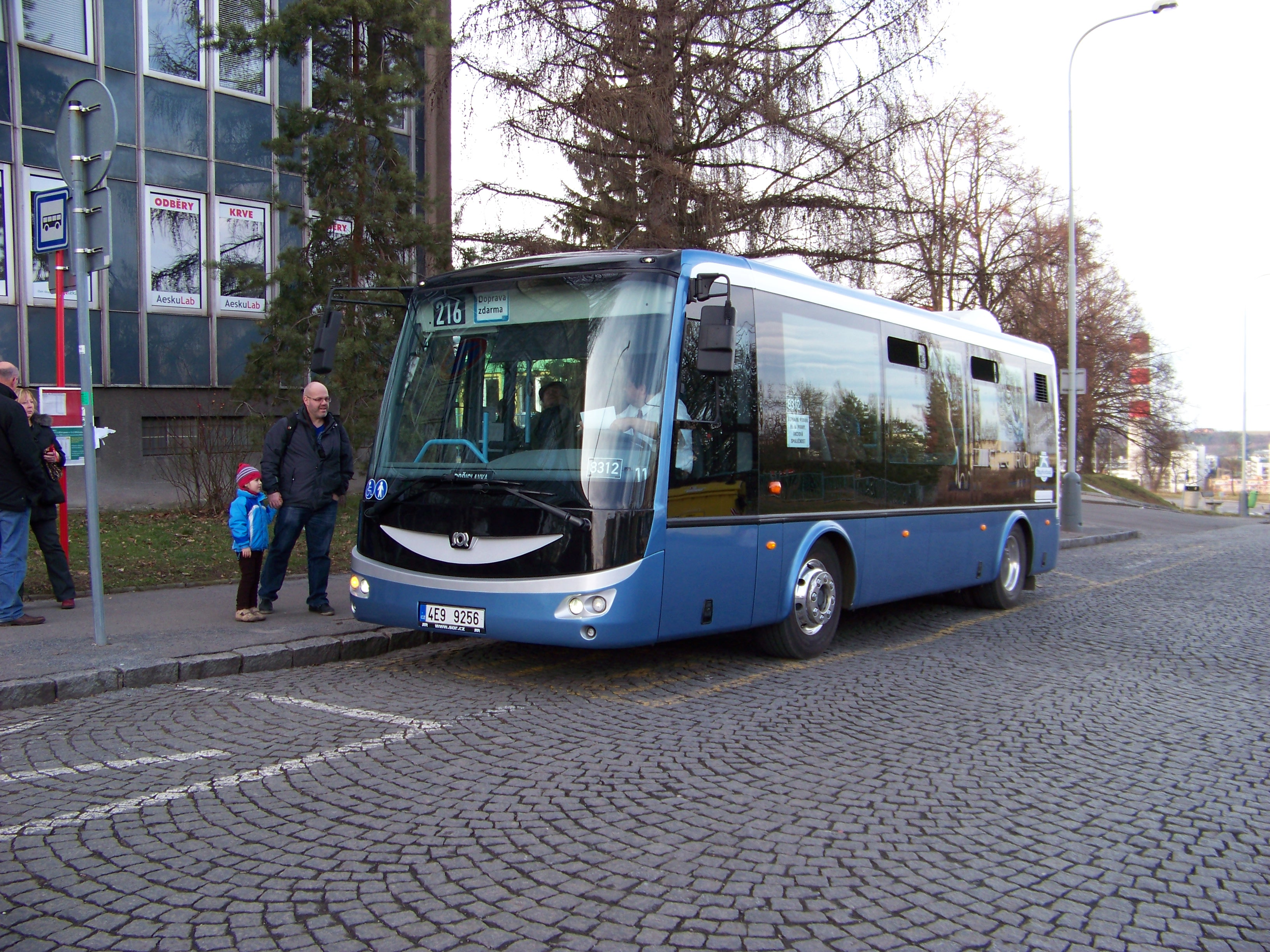
Přední pohled
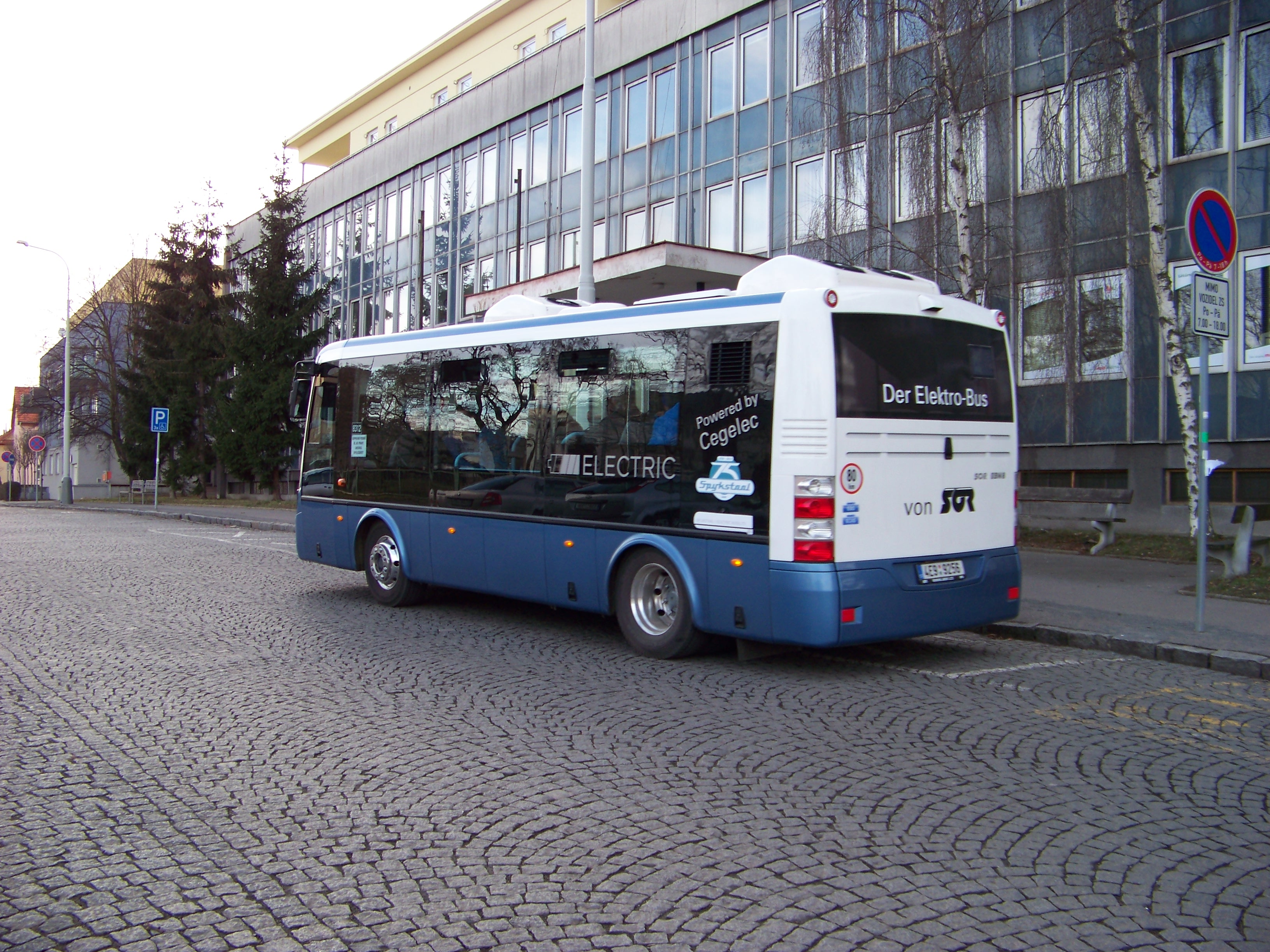
Zadní pohled
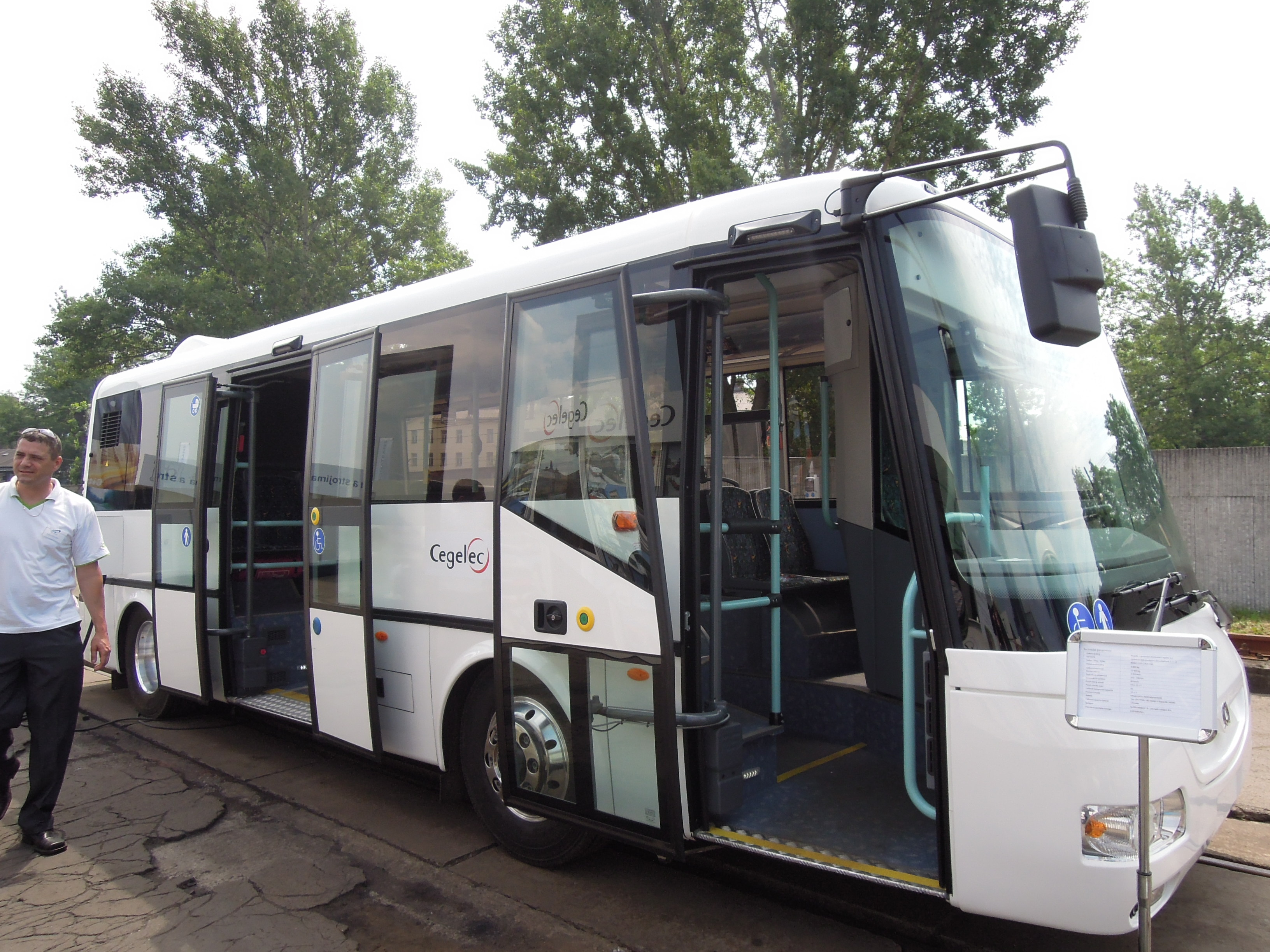
První prototyp z roku 2012
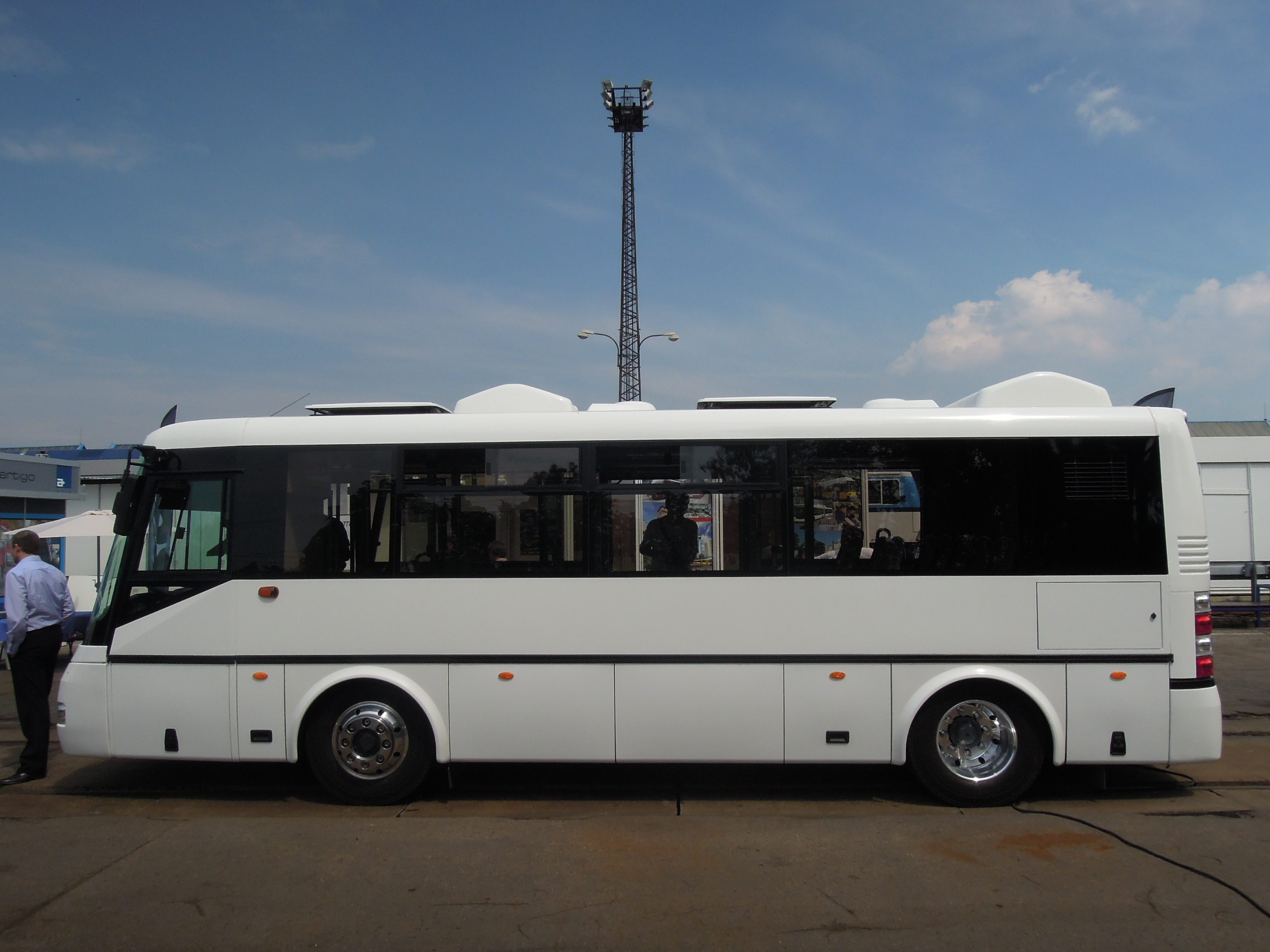
Boční pohled na první prototyp